# 興安県 (河北省)
興安県（こうあん-けん）は、中華人民共和国河北省にかつて存在した県。現在の承徳市南西部に相当する。
遼朝により設置された興化県を前身とする。1265年（至元2年）に興安県と改称された。明朝が成立すると廃止されている。